# Ripipteryx bruneri
Ripipteryx bruneri is een rechtvleugelig insect uit de familie Ripipterygidae. De wetenschappelijke naam van deze soort is voor het eerst geldig gepubliceerd in 1920 door Chopard.